# Servante (théâtre)
Pour les articles homonymes, voir Servante et Sentinelle.

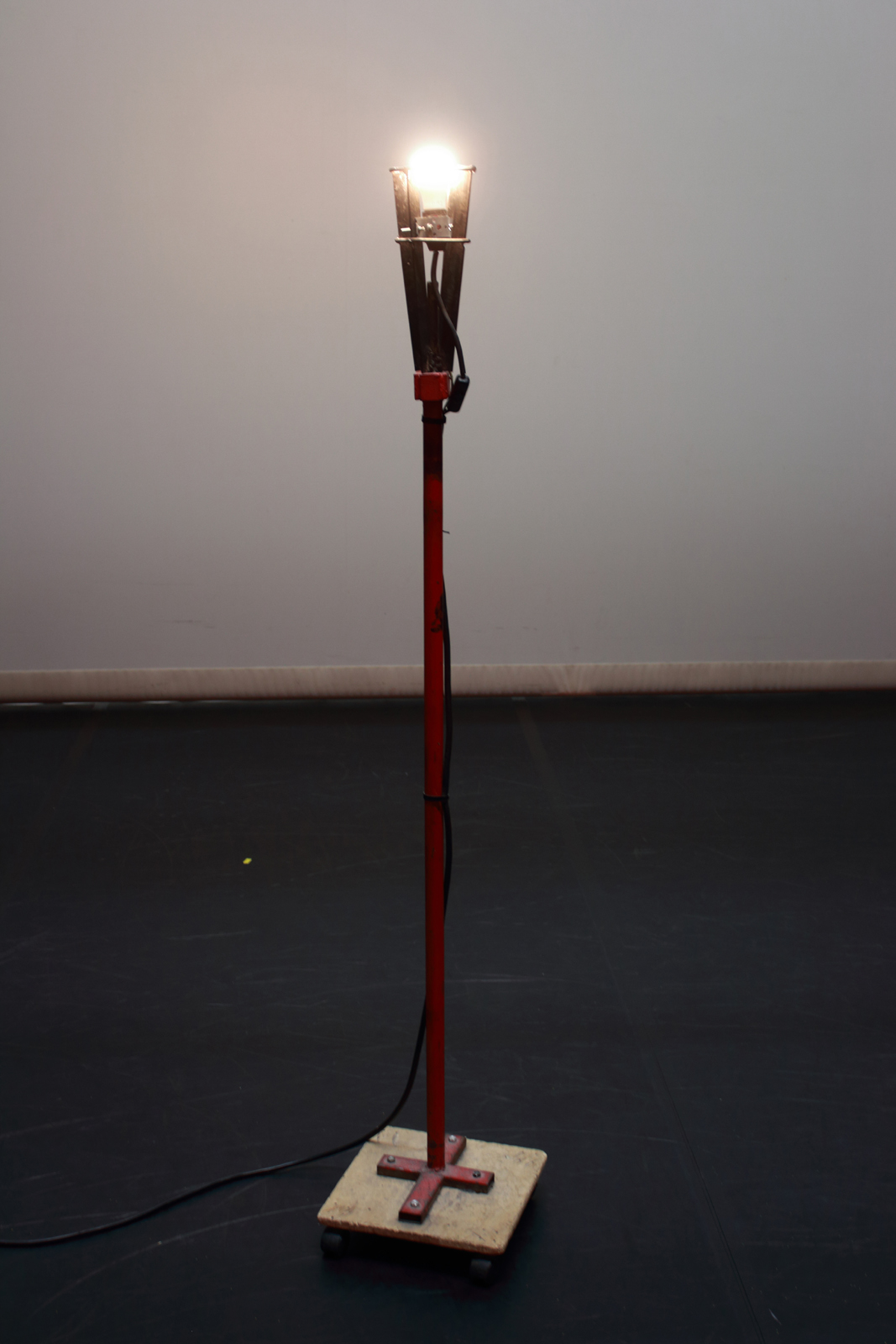
Une servante

Une servante est un accessoire de théâtre. C'est une lampe posée sur un haut pied qui reste allumée quand le théâtre est plongé dans le noir, déserté entre deux représentations ou répétitions. Régulière, permanente, c’est elle qui veille lorsqu’il n’y a plus personne.
Cette veilleuse est parfois appelée sentinelle. En anglais, elle est nommée ghost lamp, en référence aux fantômes qui hantent le théâtre quand il se vide (notamment le lundi soir, jour de relâche, appelé ghost night).